# والنتینا لیمانی
والنتینا لیمانی (انگلیسی: Valentina Limani؛ زادهٔ ۲ فوریهٔ ۱۹۹۷) بازیکن فوتبال اهل آلمان است.
از باشگاه‌هایی که در آن بازی کرده است می‌توان به اف.اف.سی فرانکفورت اشاره کرد.
وی همچنین در تیم ملی فوتبال زنان کوزوو بازی کرده است.